# Крылов, Вениамин Петрович
Вениамин Петрович Крылов (29 сентября 1921 — 11 сентября 1998) — советский футболист и футбольный тренер. Мастер спорта СССР, Заслуженный тренер РСФСР.

## Биография
Участник Великой Отечественной войны, гвардии младший сержант. Призван в РККА в 1941 году. Участник Битвы за Москву, Смоленского оборонительного сражения, Брянской операции. Награждён Орденом Отечественной войны первой и второй степени. Служил в 261-м артиллерийском полку 197-й стрелковой дивизии командиром взвода связи.
В качестве футболиста выступал в 1949 году за «Крылья Советов» (Горький), сыграл 8 матчей в классе «Б». Также возможно играл за «Спартак» (Ташкент) и «Динамо» (Челябинск)[уточнить]. Имел звание Мастер спорта СССР.
По состоянию на 1959 год — второй тренер юношеской сборной СССР, ассистент Вячеслава Соловьёва.
В 1960 году (по другим данным — в ходе сезона 1959 года) назначен главным тренером бакинского «Нефтяника». В сезоне 1960 года команда была включена в высшую лигу, но выступила неудачно, заняв предпоследнее место. Затем тренер работал с клубами «Торпедо» (Горький) и «Химик» (Новомосковск).
В 1964 году работал начальником команды ярославского «Шинника», игравшего в том сезоне в высшей лиге. В первой половине 1967 года был тренером московского «Торпедо», ассистируя Николаю Морозову. С июля 1967 по июль 1973 года — главный тренер горьковской «Волги», команда под его руководством дважды (1971, 1972) занимала третье место в своей зоне второй лиги. В 1979—1981 годах работал с тульским клубом ТОЗ.
Некоторое время возглавлял сборную Северного Вьетнама в период Вьетнамской войны.
В конце 1980-х годов работал в московском «Локомотиве» начальником команды.